# Гюнтер, Ханс Фридрих Карл
Ханс Фри́дрих Карл Гю́нтер (нем. Hans Friedrich Karl Günther; 16 февраля 1891, Фрайбург — 25 сентября 1968, там же) — немецкий евгенист, автор псевдонаучных работ по расовой теории о превосходстве «нордической расы» (расовая теория Гюнтера). Создавал видимость научной базы для идеологии нацизма и оказал значительное влияние на немецкую нацистскую расовую политику дискриминации и геноцида.
По образованию филолог. Член НСДАП с 1932 года. Преподавал в университетах Вены, Берлина и Фрайбурга. В 1929 году издал «Краткую расологию немецкого народа», которая приобрела большую популярность. Член Совета по вопросам евгеники. По итогам своей работы Гюнтер получил прозвища Расовый Гюнтер и Rassenpapst — Расовый Папа.

## Биография

### Юность
Отец Ханса Гюнтера — Карл Вильгельм был потомственным музыкантом, семья которого происходила из окрестностей города Дессау (Саксония-Анхальт). Мать Гюнтера — Матильда Катарина Агнес, урождённая Кропф, была родом из Штутгарта, где жило несколько поколений её семьи. По этой линии прослеживается отдалённая связь с семьёй матери Кеплера, великого астронома и астролога.
Гюнтер учился в родном Фрайбурге в университете Альберта Людвига, где он изучил сравнительную лингвистику, но также слушал лекции по зоологии и географии. Аттестат получил в 1910 году. В 1911 году он провёл семестр в Сорбонне (Париж).

### Молодость
Он окончил докторантуру в Сорбонне в возрасте 23 лет, в 1914 году, защитив диссертацию на тему «Об источниках народной книги о Фортунате и его сыновьях» — романтическом, полусказочном собрании авантюрных историй эпохи средневековья. Первые свои деньги он заработал, издав эту работу отдельной книгой.
В этот же год начинается Первая мировая война, Гюнтер вербуется в пехоту, но вынужден комиссоваться из армии с полученным на службе тяжёлым суставным ревматизмом. Он продолжает службу, но уже в качестве санитара Красного Креста.

### Зрелость
В 28 лет, в 1919 году Гюнтер официально выходит из протестантской церкви и начинает писать свою первую программную работу «Рыцарь, Смерть и Дьявол. Героическая мысль», которая вышла в 1920 году. Книга была напечатана в Мюнхене Юлиусом Фридрихом Леманом, специализировавшимся на издании националистической и расистской литературы. Генрих Гиммлер был очень увлечён этой книгой. Леман оказал влияние на формирование взглядов Гюнтера и убедил его написать расовое исследование немцев, оказывая поддержку финансово и материалами в виде фотографий расовых типов.
В 1922 году Гюнтер продолжает учиться уже в Венском университете, работая в музее в Дрездене. В 1923 году он переехал в Скандинавию, где жила его вторая жена-норвежка. Он получил научные награды от Упсальского университета и Шведского института расовой биологии, возглавляемого Германом Люндборгом. В Норвегии же он встретил Видкуна Квислинга, будущего «фюрера» Норвегии.

### В движении национал-социализма
В 1930 году Гюнтер через своего друга Пауля Шульце-Наумбурга (1864—1949) познакомился с руководством Национал-социалистической партии, только что победившей на выборах в Тюрингии. Следствием этого знакомства явилось создание правительством Тюрингии по специальному распоряжению от 14 мая 1930 года кафедры социальной антропологии в Йенском университете, несмотря на протесты либеральной профессуры.
В тот же день Гюнтер был назначен профессором на только что созданную кафедру социальной антропологии в Йенском университете, где он 15 ноября того же года прочёл свою вступительную лекцию под названием «Причины расового упадка немецкого народа после Великого переселения народов». После прочтения лекции с ним тем же вечером общался Герман Геринг и обратился ко всем собравшимся с хвалебной речью в адрес Гюнтера. Уже вечером восторженные студенты устроили факельное шествие перед домом нового преподавателя. Но отзывы в не разделявших идеи национал-социализма газетах были иного рода: его кафедру назвали «кафедрой антисемитизма», а его лекцию, как и любого «учёного» подобного рода, покушением на науку.
С этого времени Гюнтер оказался связан с национал-социализмом.
В 1931 году некто Карл Даннбауэр, имея задание убить лидера партии Альфреда Розенберга, упустил его из вида и принял решение убить Гюнтера. Предпринятая им попытка оказалась неудачной из-за оказанного Гюнтером сопротивления, хотя Гюнтер и получил ранение в руку, требующее в последующем длительного лечения.
В мае 1932 года Гюнтер вступил в НСДАП (билет № 1185391).
В 1935 году он покинул Йенский университет и стал профессором этнологии, этнобиологии и сельской социологии Берлинского университета, одновременно с этим руководя расовым институтом в Далеме.
В 1935—1937 годах совместно с Фишером, Ленцем и Абелем помог гестапо осуществить программу стерилизации «рейнских бастардов» — детей французских солдат африканского происхождения и немецких женщин.
Гюнтер получил несколько наград в период нацистской Германии. На партийном съезде 11 сентября 1935 года Альфред Розенберг, главный идеолог партии вручил Гюнтеру как первому лауреату премию НСДАП в области науки и подчеркнул в своей речи, что Гюнтер «заложил духовные основы борьбы нашего движения и законодательства Рейха».
В последующие годы Гюнтер получил медаль Рудольфа Вирхова от Берлинского общества этнологии и антропологии, которое возглавлял Ойген Фишер, и был избран в руководство Немецкого философского общества. По случаю 50-летия (16 февраля 1941 года) Гюнтер был награждён медалью Гёте и золотым партийным значком. Кроме того, с 1933 года он вошёл в Совет по демографии и расовой политике, находившийся в подчинении Вильгельма Фрика, министра внутренних дел и народного образования Тюрингии.
В апреле 1945 года в Тюрингию вошли американцы и заняли виллу Шульце-Наумбурга. Гюнтер, как и другие жители Веймара, несколько недель работал в концлагере Бухенвальд. Когда стало известно, что Тюрингия войдет в советскую зону, Гюнтер с семьёй вернулся во Фрайбург.
После окончания войны Гюнтер три года провёл в концлагере. Суд решил, что хотя он и был представителем нацистского режима, но не был инициатором преступлений нацистов и потому несёт меньшую ответственность за их последствия. 8 августа 1949 года суд третьей инстанции вынес приговор о его освобождении.
Характеризуя позицию Гюнтера в послевоенный период, историк Э. И. Колчинский писал, что «по мнению этого, ни в коей мере не раскаявшегося, пророка расологии, национал-социалистический расизм делал человека лучше, поэтому необходимо вернуться к национал-социализму, убрав из него все крайности и зло».

## Расовая теория
В 1925 году Гюнтером была сформулирована нордическая идея — ряд концептуальных положений, направленных на сохранение нордической расы. Гюнтер являлся адептом нордицизма. Выделял шесть европейских субрас:
1. Нордическая раса (нем. nordische Rasse)
2. Динарская раса (нем. dinarische Rasse)
3. Западная раса (средиземноморская раса) (нем. westische (mediterrane) Rasse)
4. Восточная раса (альпийская раса)
5. Фальская раса
6. Восточно-балтийская раса

Любой европейский народ представлял по Гюнтеру смешение этих рас: у немцев преобладала «нордическая» компонента, якобы сыгравшая основную роль в становлении цивилизаций индоевропейских народов. Остальные расы расценивались Гюнтером ниже (на второе место после нордической в духовном отношении он ставил динарскую расу; восточно-балтийскую считал более умственно развитой, чем восточная и западная). Семиты (евреи) (которых он относил преимущественно к неевропейским (по его типологии) переднеазиатской и ориентальной расе) оказывались полной противоположностью нордической расе, способной вносить только смуту и беспорядки, и представляли, по его мнению, особую опасность для немецкого народа: при дальнейшем смешении с евреями Германия должна была превратиться в «европейско-азиатско-африканское расовое болото».
Гюнтер считал, что «нордическая раса» имеет особую ценность для германоязычных народов. Он не был сторонником определения нордической расы как высшей на Земле вообще, но был против смешения рас и считал, что для африканской или азиатской цивилизации нордическая примесь будет вредной и неполноценной. Индийскую, персидскую, греческую и римскую цивилизацию он считал результатом порабощения местных аборигенов нордическими племенами.
В работе 1959 года «Исчезновение талантов в Европе» Гюнтер продолжает отстаивать превосходство нордической расы и важность евгеники для отсрочки Заката Европы.

## Критика
Немецкие учёные называли Гюнтера «фанатичным невеждой». По мнению Петера Вирека (1965), «научный расизм» Гюнтера в действительности являлся религией. Советский этнограф и антрополог Н. Н. Чебоксаров (1975) относил Гюнтера к числу «немецких лжеучёных, откровенно поддержавших нацизм». Советский этнограф и историк С. А. Токарев (1978) писал о сочинениях Гюнтера: «Несмотря на наукообразную видимость, книги эти представляют собой самую дикую расистскую фантазию».

### Издания на русском языке
- Ганс Ф. К. Гюнтер. Избранные работы по расологии / В. Б. Авдеев. — второе изд., дополн. и проиллюстр. — М.: «Белые альвы», 2005. — 576 с. — (Библиотека расовой мысли). — ISBN 5-7619-2015-X.

Издание содержит следующие произведения: «Нордическая идея среди немцев», «Расология немецкого народа», «Краткая расология Европы», «Нордическая раса среди индоевропейцев Азии и вопрос о прародине и расовом происхождении индоевропейцев», «Расовая история эллинского и римского народов», «Что такое нордический расовый тип», «Раса и стиль», «Религиозность нордического типа», «Народ и государство в их отношении к наследственности и отбору», «Выбор супружеской пары для счастья в браке и улучшения наследственности», «Наследственность и воспитание», «Наследственность и среда», «Исчезновение талантов в Европе».
Решением Пресненского районного суда города Москвы от 27.08.2012 эта книга была признана в РФ экстремистской и внесена в Федеральный список экстремистских материалов под номером 2348. В 2015 году судебная коллегия по гражданским делам Московского городского суда определила прекратить производство по делу о признании книги автора Ганса Ф. К. Гюнтера «Избранные работы по расологии» экстремистской литературой. Материал под номером 2348 из Федерального списка экстремистских материалов был исключен.
- Ганс Ф. К. Гюнтер. Индоевропейская религиозность. — Тамбов, 2006. — 80 с.

- Ганс Ф. К. Гюнтер. Расология еврейского народа. — «Сампо», 2010. — 374 с. — ISBN 978-5-9533-1733-7.

- Ганс Ф. К. Гюнтер. Родоведение. Наука о семье / В. Б. Авдеев. — М.: «Белые альвы», 2011. — 336 с. — (Библиотека расовой мысли). — ISBN 978-5-91464-001-6, 978-5-91464-049-8.

- Ганс Ф. К. Гюнтер. Рыцарь, смерть и дьявол. — Тамбов, 2018. — 200 с.